# Hausdorffmaat
De hausdorffmaat, genoemd naar de Duitse wiskundige Felix Hausdorff,  bepaalt de maat (afmeting, volume) van een deelverzameling van de {\displaystyle n}-dimensionale ruimte {\displaystyle \mathbb {R} ^{n}} of algemener van een metrische ruimte.

## Achtergrond
Om de {\displaystyle m}-dimensionale maat van een deelverzameling {\displaystyle X} van de {\displaystyle \mathbb {R} ^{n}} te bepalen, wordt {\displaystyle X} overdekt met een aftelbaar aantal {\displaystyle m}-dimensionale bolletjes met straal kleiner dan {\displaystyle \varepsilon } en gaat men na hoe klein de totale afmeting van deze bolletjes kan worden. Het minimum van het volume van alle bolletjes gezamenlijk is:
{\displaystyle S_{\varepsilon }^{m}(X)=\inf \sum _{i=1}^{\infty }V_{m}r_{i}^{m}},
waarin {\displaystyle r_{i}} de straal is van het {\displaystyle i}-de bolletje uit de overdekking en 
{\displaystyle V_{m}={\frac {(\Gamma ({\tfrac {1}{2}}))^{m}}{\Gamma (1+{\tfrac {1}{2}}m)}}}
het volume is van de eenheidsbol in {\displaystyle m} dimensies. Het infimum wordt genomen over alle mogelijke dergelijke overdekkingen.
Door de maximaal toegestane straal {\displaystyle \varepsilon } van de bolletjes kleiner te nemen, krijgt men een goede benadering van de afmeting van {\displaystyle X}:
{\displaystyle S^{m}(X)=\lim _{\varepsilon \to 0}S_{\varepsilon }^{m}(X)}
Voor de hausdorffmaat laat men in plaats van bolletjes alle deelverzamelingen van de {\displaystyle \mathbb {R} ^{n}} toe die klein genoeg zijn, dat wil zeggen die een diameter hebben kleiner dan {\displaystyle \varepsilon }. De diameter is de grootste afstand binnen de verzameling:
{\displaystyle {\rm {diam}}(X)=\sup \,\{|x-y|:x,y\in X\}}

## Definitie
De {\displaystyle m}-dimensionale hausdorffmaat {\displaystyle H_{m}} van een deelverzameling {\displaystyle X} van de {\displaystyle \mathbb {R} ^{n}} is gedefinieerd als:
{\displaystyle H^{m}(X)=\lim _{\varepsilon \to 0}H_{\varepsilon }^{m}(X)},
waarin 
{\displaystyle H_{\varepsilon }^{m}(X)=\inf \sum _{i=1}^{\infty }V_{m}({\tfrac {1}{2}}{\rm {diam}}(U_{i}))^{m}},
en {\displaystyle U_{i}} een deelverzameling is van de {\displaystyle \mathbb {R} ^{n}} met een diameter kleiner dan {\displaystyle \varepsilon }, en de {\displaystyle U_{i}} een aftelbare overdekking vormen van {\displaystyle X}.

## Generalisaties

### Metrische ruimte
De bovenstaande definitie kan eenvoudig gegeneraliseerd worden voor metrische ruimten. Daartoe vervangt men {\displaystyle |x-y|} door de afstand {\displaystyle d(x,y)} van {\displaystyle x} en {\displaystyle y}.

### Niet-gehele dimensies
Men kan ook voor niet-gehele dimensie {\displaystyle m} de hausdorffmaat definiëren. De uitdrukking voor {\displaystyle V_{n}} blijft dezelfde, maar stelt niet meer het volume van de eenheidsbol voor.